# Magnificent Obsession
Magnificent Obsession  ist ein US-amerikanisches Melodrama aus dem Jahr 1935 mit Irene Dunne und Robert Taylor. Der Film basiert auf dem gleichnamigen Roman von Lloyd C. Douglas. In Österreich kam der Film als Dein Leben gehört mir in den Verleih.

## Handlung
Helen Hudson wird völlig unvorbereitet Witwe. Ihr Mann kann nach einem Badeunfall nicht gerettet werden, da das einzige Beatmungsgerät gerade zur Reanimation des verwöhnten und selbstsüchtigen Playboys Robert Merrick genutzt wird. Nach seinem Tod stellt sich heraus, dass Dr. Hudson, selber ein brillanter Chirurg, sehr viel Geld für wohltätige Zwecke gestiftet hat und so zahlreichen Menschen helfen konnte. Von Schuldgefühlen getrieben, versucht Robert Merrick sich bei Helen Hudson zu entschuldigen, doch sie weist ihn barsch zurück und macht ihn für den Tod ihres Mannes verantwortlich. Eines Tages bringt der Zufall die beiden wieder zusammen und Robert missversteht die Situation und wird Helen gegenüber zudringlich. Entsetzt läuft diese davon und wird von einem Auto überfahren. Der Unfall lässt Helen erblinden. Robert ist zutiefst schockiert. Er nimmt sein abgebrochenes Medizinstudium wieder auf und wird innerhalb kurzer Zeit zu einem weltberühmten Chirurgen. Helen ist mittlerweile überzeugt, der Welt nur noch eine Last zu sein und zieht sich völlig in die Einsamkeit zurück. In der Zwischenzeit gewinnt Robert den Nobelpreis für Medizin und steigt zum führenden Gehirnchirurgen auf. In einer dramatischen Notoperation gelingt ihm die Heilung von Helen.

## Hintergrund
Die Popularität von Irene Dunne bei den überwiegend weiblichen Fans basierte auf einer ganzen Reihe von tränenreichen Melodramen, in denen die Schauspielerin allerlei Unbill und Probleme zu überstehen hat, ehe sie am Ende das wahre Glück findet. Nachdem sich ihr Exklusivvertrag mit dem Studio RKO 1934 dem Ende zuneigte, beschloss Irene Dunne, künftig keine längerfristigen Bindungen einzugehen, sondern nur noch nicht-exklusive Verträge über eine beschränkte Anzahl von Filmen bei Mitspracherechten über Regisseur und Co-Stars abzuschließen. Diese free-lancing genannte Vorgehensweise erlaubte es Dunne, viel höhere Gagen auszuhandeln, als ihr RKO gezahlt hatte. Allein für ihr Engagement in Magnificent Obsession verdiente sie am Ende 145.000 US-Dollar. Dunne unterschrieb zunächst für zwei Filmen bei Universal Pictures. Das erste Engagement sollte die Verfilmung des damals populären Romans Magnificent Obsession von Lloyd C. Douglas werden. Der Roman erschien 1929 und verstand sich als Kommentar über die Frivolitäten und Rücksichtslosigkeit der sogenannten Goldenen Zwanziger. Douglas stellte in seiner literarischen Vorlage den verantwortungsbewussten Dr. Hudson, der anderen Menschen im Stillen hilft und an die Wunderbare Macht in jeden von ihnen appelliert, den verantwortungslosen Robert Merrick gegenüber. Merrick hat viel Talent und jede Möglichkeit, Gutes zu tun, doch am Anfang vergeudet er sein Talent mit Alkohol und Frauenbekanntschaften. Erst unter dem Eindruck der Lehren von Dr. Hudson entdeckt auch Merrick die Wunderbare Macht in sich und wandelt sich in einen Wohltäter der Menschheit, dem Geld und Ruhm nichts bedeuten.
Zunächst sollte Frank Borzage die Regie übernehmen, ehe John M. Stahl die Aufgabe übertragen bekam. Stahl hatte Irene Dunne bereits 1932 durch Back Street geleitet. Für die Besetzung der männlichen Hauptrolle war anfangs Douglas Fairbanks Jr. im Gespräch, ehe die Wahl auf Robert Taylor fiel. Der Erfolg des Films ermöglichte für Taylor den Durchbruch zum Star. Das Studio machte aus Magnificent Obsession eine ausgesprochene Prestigeproduktion und investierte fast 1.000.000 US-Dollar. Der Film erwies sich am Ende als finanzieller Erfolg. 1954 drehte Douglas Sirk ein Remake mit Jane Wyman und Rock Hudson in den Hauptrollen.

## Kritiken
Die New York Times fand keinen Gefallen an dem Film und der Mixtur aus quasi-religiösen Untertönen und Liebesgeschichte. Der Rezensent nannte Magnificent Obsession

„langweilig und übertrieben. [Der Film] beschreibt den etwas verschlungenen Weg, auf dem Mr. Taylor der moderne Merlin der medizinischen Welt wird.“